# James Heckman
James Joseph Heckman (n. 19 aprilie 1944, Chicago, Illinois, SUA) este un economist american, laureat al Premiului Nobel pentru economie (2000).